# Africa Eco Race

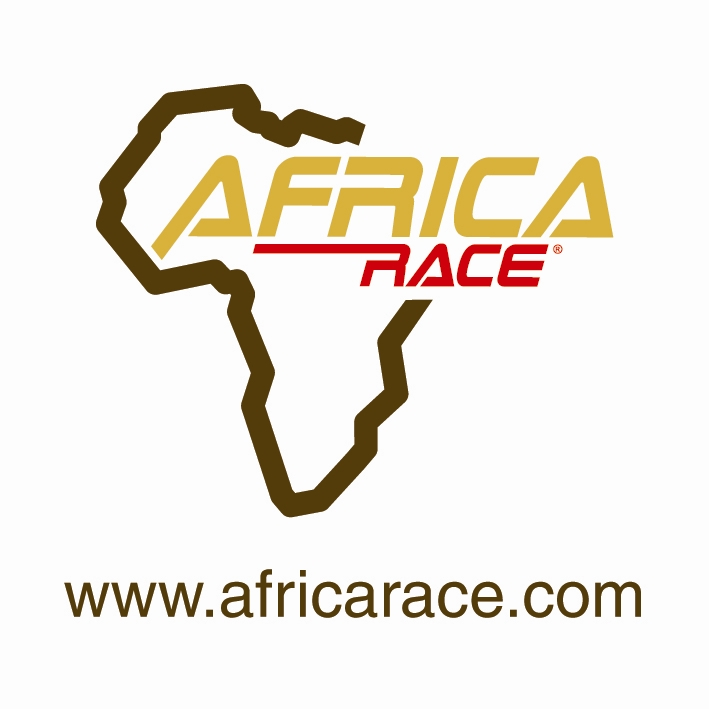
Logo

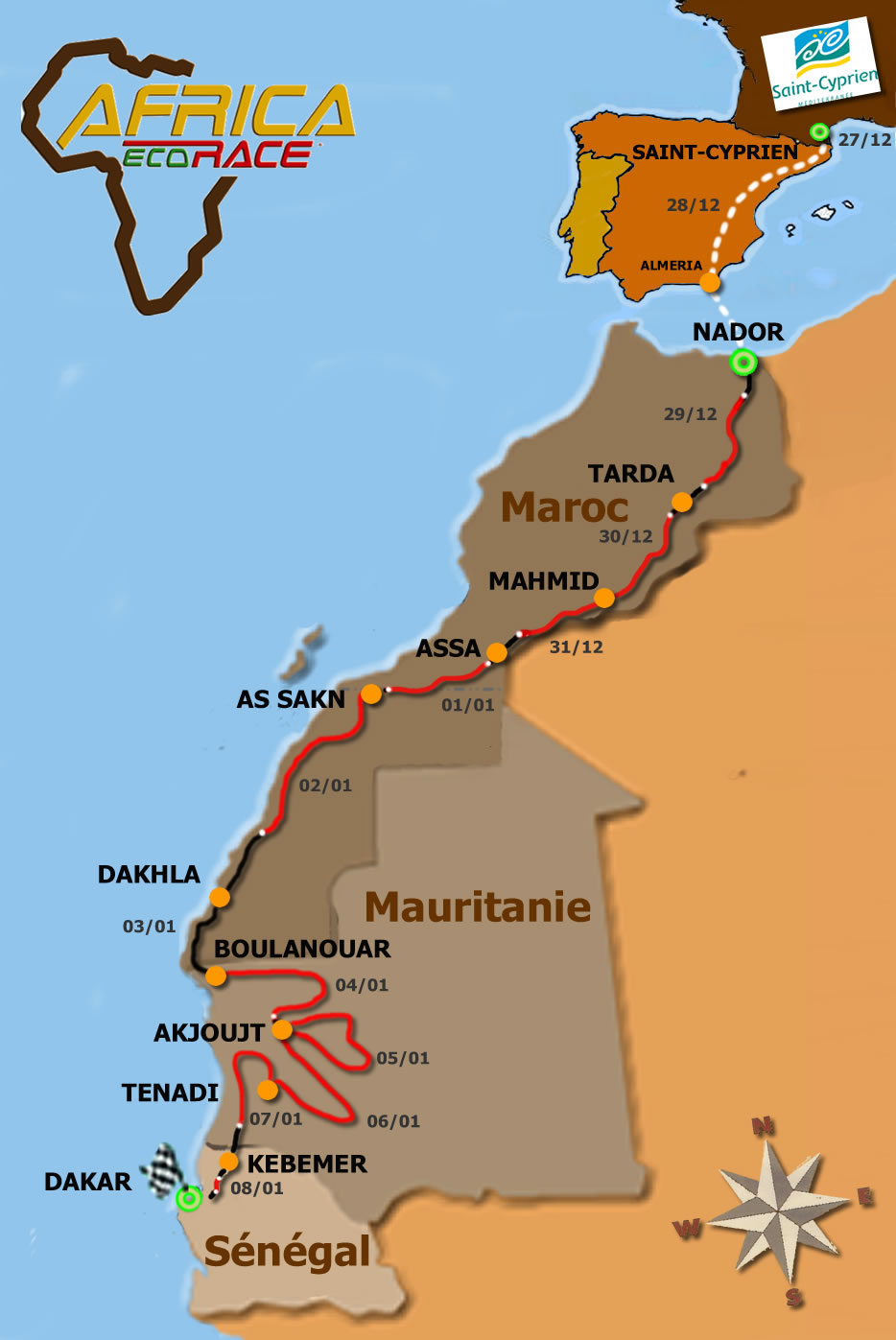
Trasa ročníku 2012

Africa Eco Race je dálkový automobilový závod, který se jezdí každoročně na přelomu roku. Trasa měří okolo 6500 km a vede přes Francii, Maroko, Západní Saharu, Mauritánii a Senegal. Závod založili Jean-Louis Schlesser a René Metge poté, co byla v roce 2009 Rallye Dakar z bezpečnostních důvodů přeložena na jihoamerický kontinent. Cílem organizátorů je navázat na ducha původního Dakaru, tedy více dobrodružství a méně komerce. Usilují o minimální dopad závodu na přírodu a místní obyvatele: používají se recyklovatelné materiály a solární energie, bivaky se zřizují mimo obydlená místa. Jednou z hlavních tváří závodu je český pilot Tomáš Tomeček (Tatra). Africa Eco Race v České republice zastupuje redakce Motorsport revue.

## Seznam vítězů

### Automobily
- 2009:  Jean-Louis Schlesser
- 2010:  Jean-Louis Schlesser
- 2011:  Jean-Louis Schlesser
- 2012:  Jean-Louis Schlesser
- 2013:  Jean-Louis Schlesser
- 2014:  Jean-Louis Schlesser
- 2015:  Jean-Antoine Sabatier
- 2016:  Kanat Šagirov
- 2017:  Vladimír Vasiljev
- 2018:  Mathieu Serradori
- 2019:  Jean-Pierre Strugo
- 2020:  Patrick Martin
- 2022:  Philippe Gosselin
- 2024:  Gautier Paulin

### Motocykly
- 2009:  José Manuel Pellicer
- 2010:  Marco Capodacqua
- 2011:  Willy Jobard
- 2012:  Oscar Polli
- 2013:  Martin Fontyn
- 2014:  Michael Pisano
- 2015:  Pål Anders Ullevålseter
- 2016:  Pål Anders Ullevålseter
- 2017:  Gev Sella
- 2018:  Paolo Ceci
- 2019:  Alessandro Botturi
- 2020:  Alessandro Botturi
- 2022:  Štefan Svitko
- 2024:  Jacopo Cerutti

### Kamiony
- 2009:  Jan de Rooy
- 2010:  Miklós Kovács
- 2011:  Tomáš Tomeček
- 2012:  Tomáš Tomeček
- 2013:  Anton Šibalov
- 2014:  Tomáš Tomeček
- 2015:  Anton Šibalov
- 2016:  Anton Šibalov
- 2017:  Andrej Karginov
- 2018:  Gerard de Rooy
- 2019:  Elisabete Jacinto
- 2020:  Miklós Kovács
- 2022:  Tomáš Tomeček
- 2024:  Tomáš Tomeček